# Lophosia ocypterina
Lophosia ocypterina là một loài ruồi trong họ Tachinidae.